# Jardín de plantas de Montpellier
El Jardín de plantas de Montpellier (en francés, jardin des plantes de Montpellier) es un jardín botánico universitario que forma parte del patrimonio de la Universidad de Montpellier. Es el jardín botánico más antiguo de Francia y es miembro de la prestigiosa asociación Jardines botánicos de Francia y de los países francófonos. Su código de identificación como  miembro del "Botanic Gardens Conservation Internacional" (BGCI), así como las siglas de su herbario es MPU.

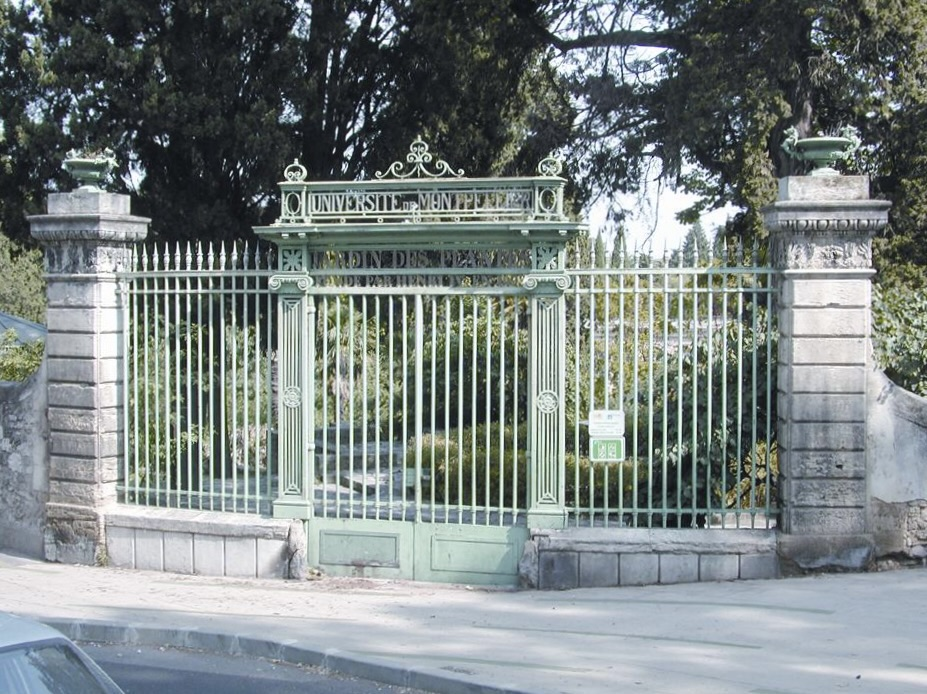
La entrada por el Boulevard Henri-IV.

El jardín consta de 4,6 hectáreas de extensión y está inscrito como Monumento histórico de Francia (1992).

## Historia
El jardín fue establecido en 1593 por patente escrita del rey Enrique IV de Francia, bajo dirección de Pierre Richer de Belleval, profesor de botánica y de anatomía.
Es el jardín botánico más antiguo de Francia, inspirado por el jardín botánico de Padua (1545) y a su vez sirviendo como modelo para el Jardín de plantas de París (1626).
Este jardín de simples, servía a la enseñanza de los futuros médicos y boticarios para convertirse en una verdadera herramienta de estudio de la botánica, inédito en la época.
La Montagne de Richer, que se encuentra en el interior del jardín, es la sección más antigua, también ahora contiene un jardín sistemático.
El jardín fue ampliado dos veces en el siglo XIX. Su "Orangerie" fue diseñada por Claude-Mathieu Delagardette (1762-1805) y terminada en 1804, el arboreto fue ajardinado en 1810.

El jardín inglés, con el estanque y el invernadero, data de 1859.

El invernadero monumental de Martins se abrió en 1860.
Al principio del siglo XVII, el jardín no fue solamente un jardín científico, con su importante colección de especies, sino también un jardín precursor en su manera de comprender el mundo vegetal en su diversidad, reproduciendo distintos medios (sombreado, soleado, húmedo, arenoso, pedregoso…) y dedicando un sitio a las plantas exóticas.
Dado su reconocido valor pedagógico, es frecuentado por botánicos, médicos y farmacéuticos, colegiales y estudiantes y también, por aficionados a la flora y turistas.
El jardín, que se extiende sobre 4,6 hectáreas, es propiedad del Estado, dependiente de la Universidad de Montpellier y administrado por la UFR medicina.
El jardín botánico es uno de los más bonitos elementos del patrimonio paisajista de Montpellier y ha sido clasificado de conformidad con los lugares en 1982 y clasificado Monumento histórico en 1992.
Su restauración, correspondida por un estudio previo del arquitecto principal de los Monumentos históricos, va próximamente a empezar con la rehabilitación del invernadero Martins y la adaptación de sus accesos.

## Colecciones
con unas 250 plantas y hierbas de la medicina tradicional Mediterránea
- Suculentas, con unas 50 especies
- Orangerie y estufa fría, con unas 110 especies
- Palmas, 9 variedades, incluyendo Brahea armata y Butia capitata.
- Arboreto, con especímenes maduros de, Acer neapolitanum, Celtis sinensis, Cinnamomum camphora, Cupressus goveniana, Cupressus macrocarpa, Cupressus sempervirens, Quercus calliprinos, Quercus coccifera, y Zelkova serrata. Es digno de mención el ejemplar macho de Gingko biloba, plantado a finales de la década de 1700.
- Invernadero, con 423 especies en tres ambientes, incluyendo un cuarto tropical con un estanque central con plantas acuáticas, y dos cuartos templados. Merecen un interés especial las colecciones de helechos, Bromeliaceae, y Orchidaceae, con unas buenas colecciones de la Guayana Francesa.
- Plantas naturalizadas - incluyendo Delphinium requienii, Fumaria bicolor, Fumaria kralikii, Linaria reflexa, Modiola caroliniana, Salpichroa origanifolia, Symphytum orientale, y Stipa trichotoma.
- Herbario, con 4.000.000 de especímenes.

Directores
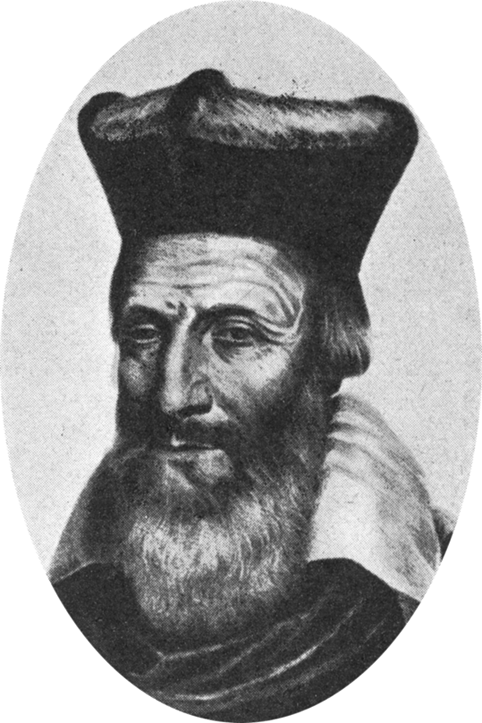
Pierre Richer de Belleval, intendente de 1593 a 1632.
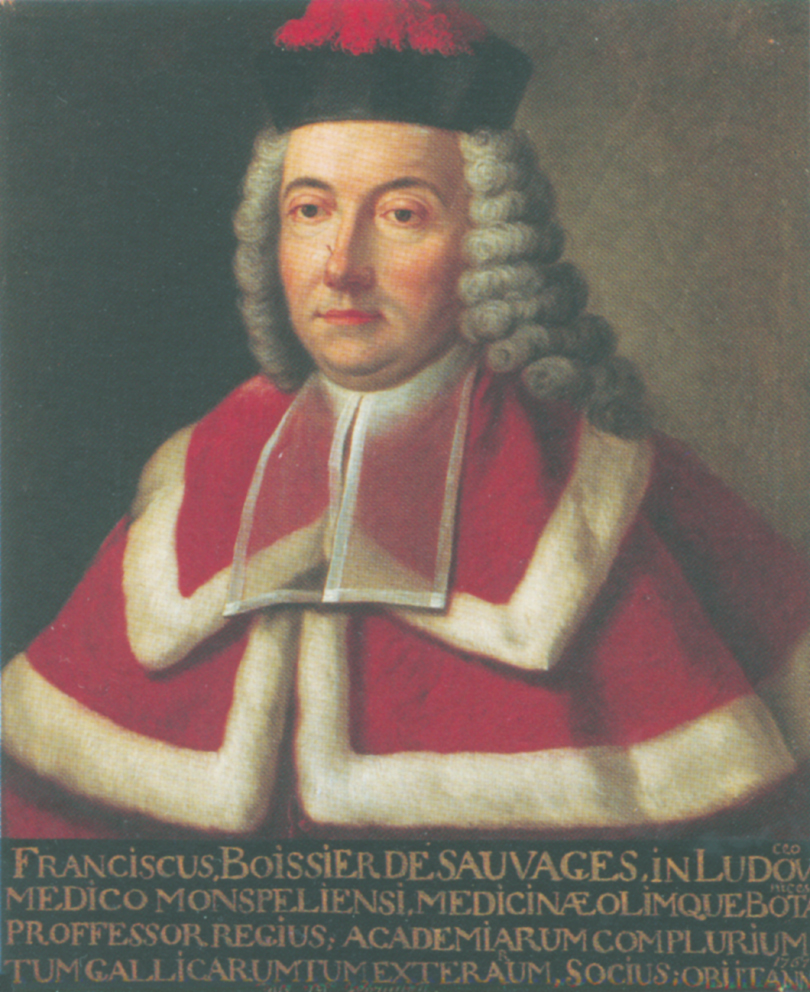
François Boissier de Sauvages de Lacroix, intendente de 1740 a 1758
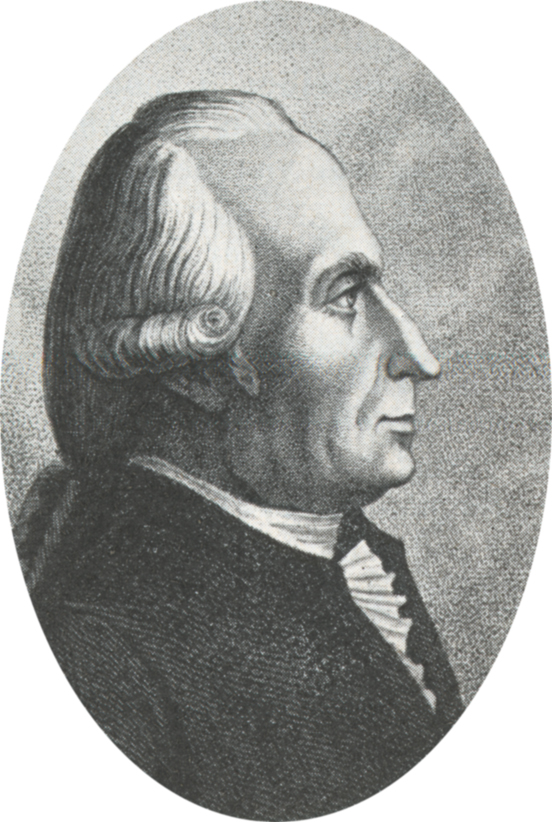
Antoine Gouan, director del jardín de 1794 a 1803.
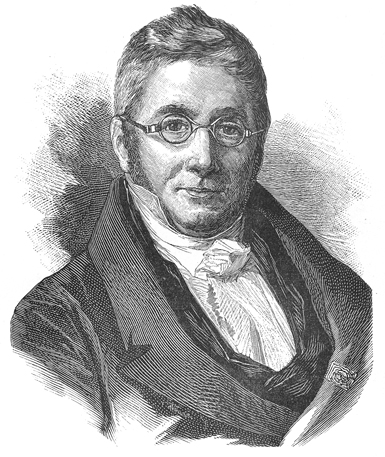
Augustin Pyrame de Candolle, director de 1807 a 1816.

Detalles
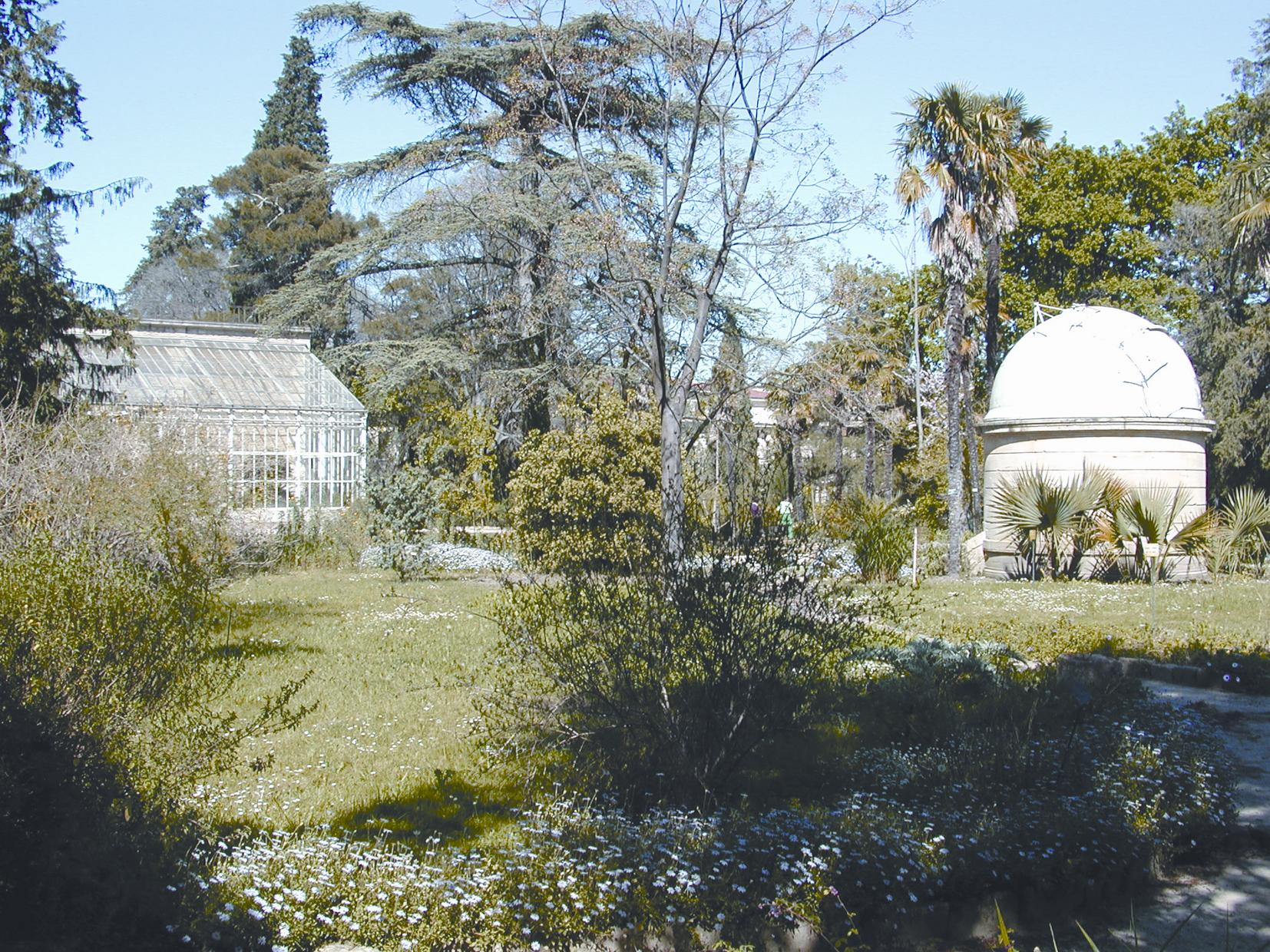
El Jardín de plantas y vista sobre el observatorio astronómico
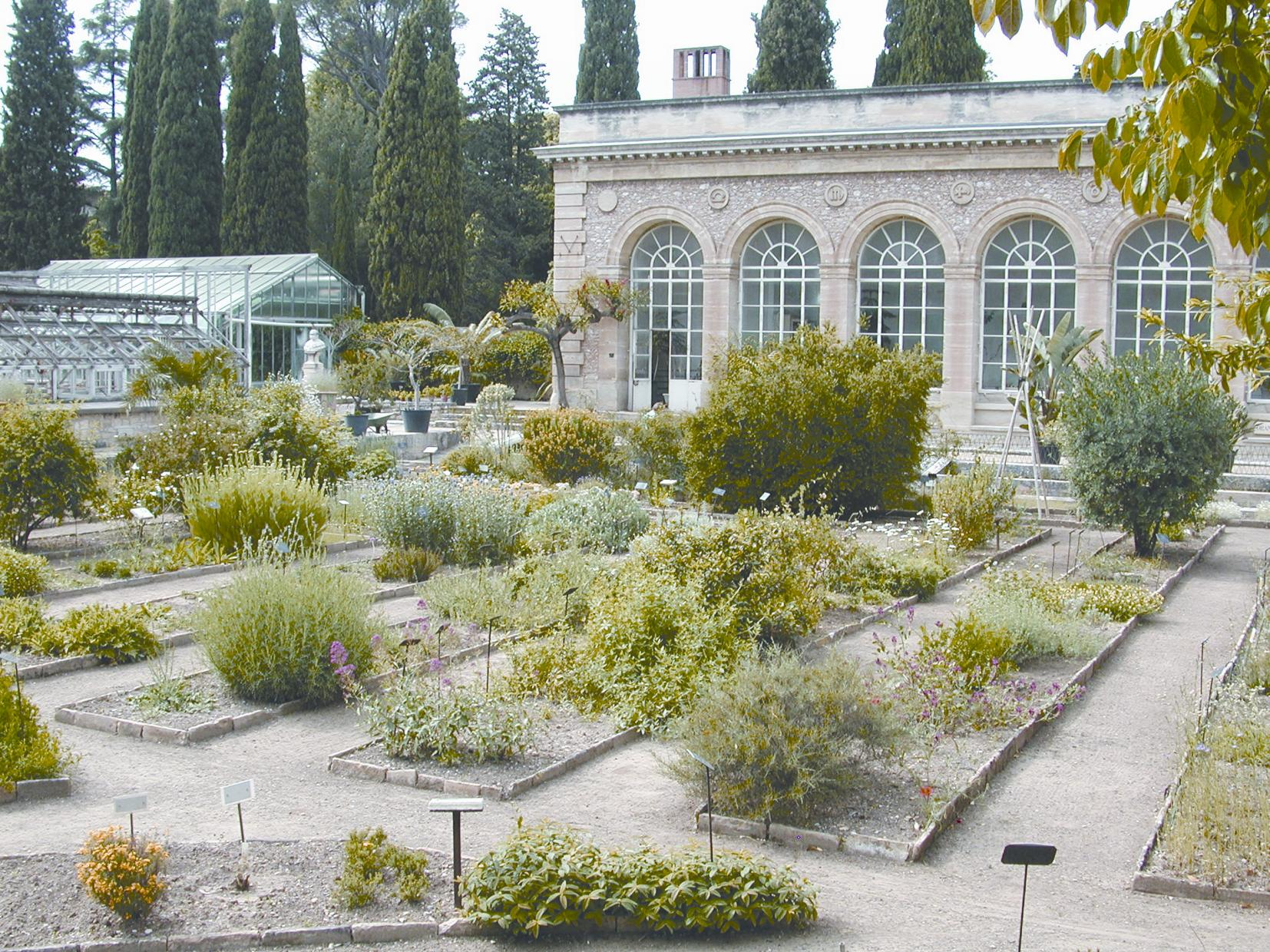
El Jardín de plantas y la "Orangerie"
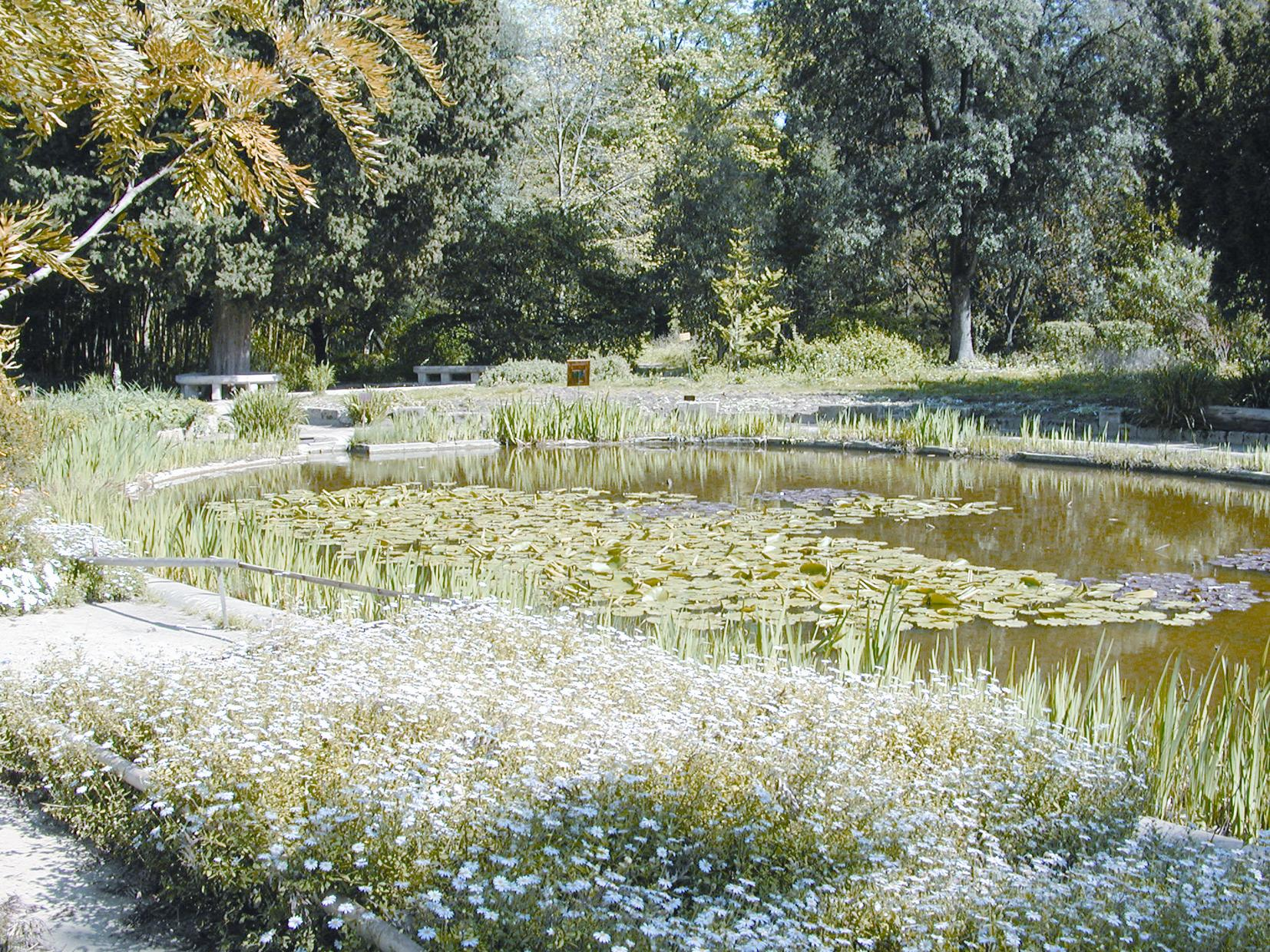
El estanque de lotos
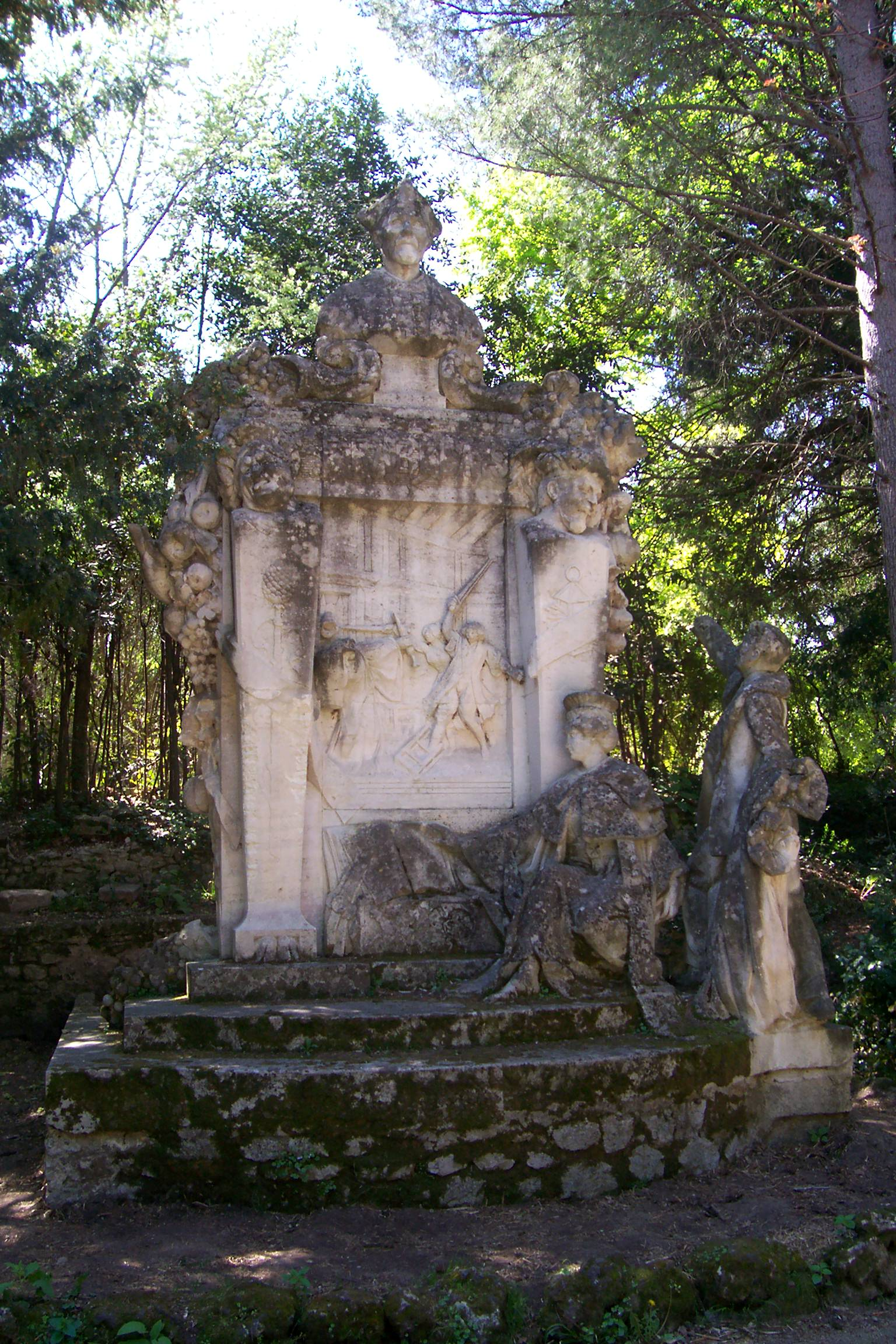
El monumento a Rabelais
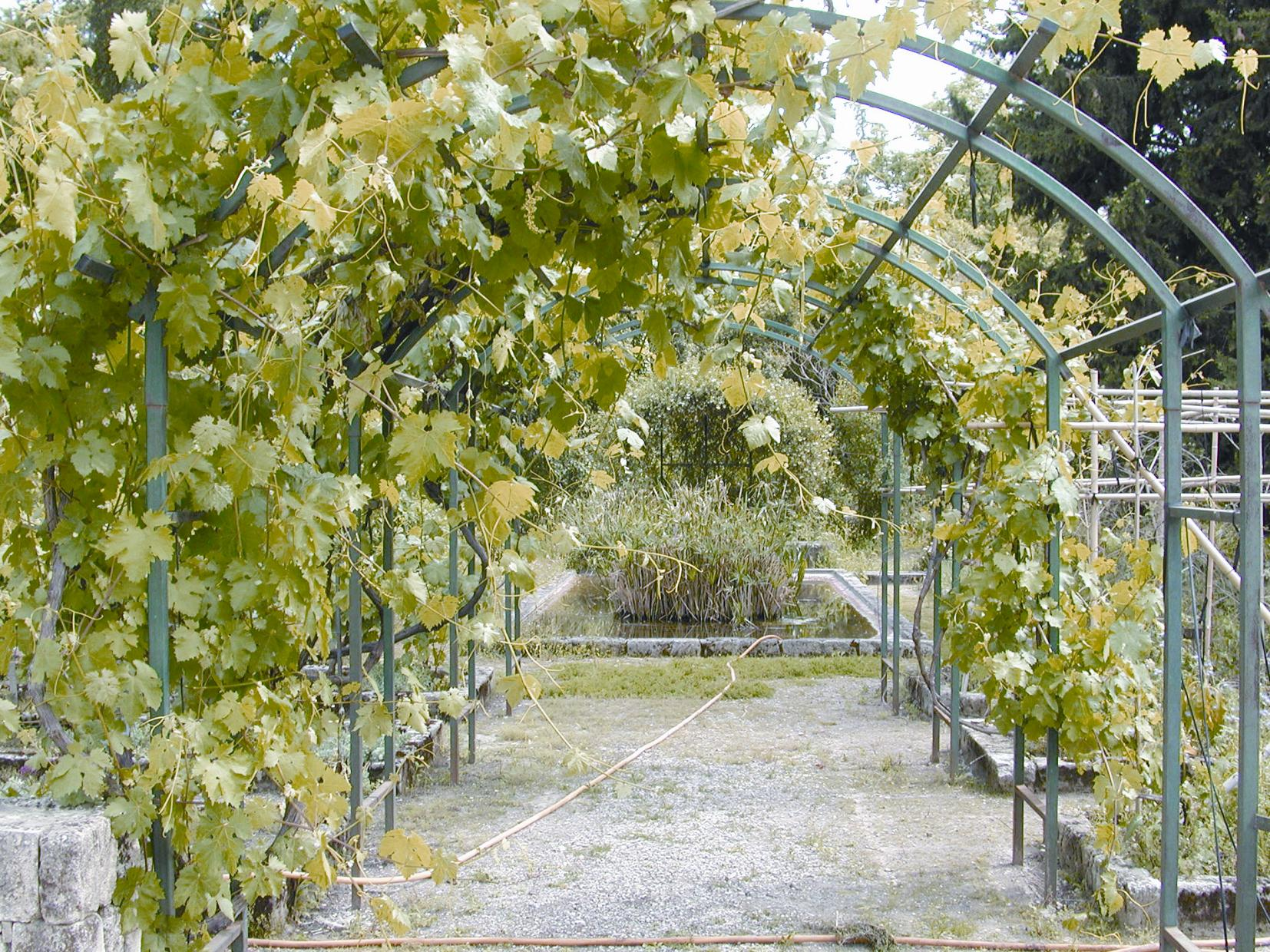
Parras en «enrejado»